# Borstbeeld van Sidronius Hosschius

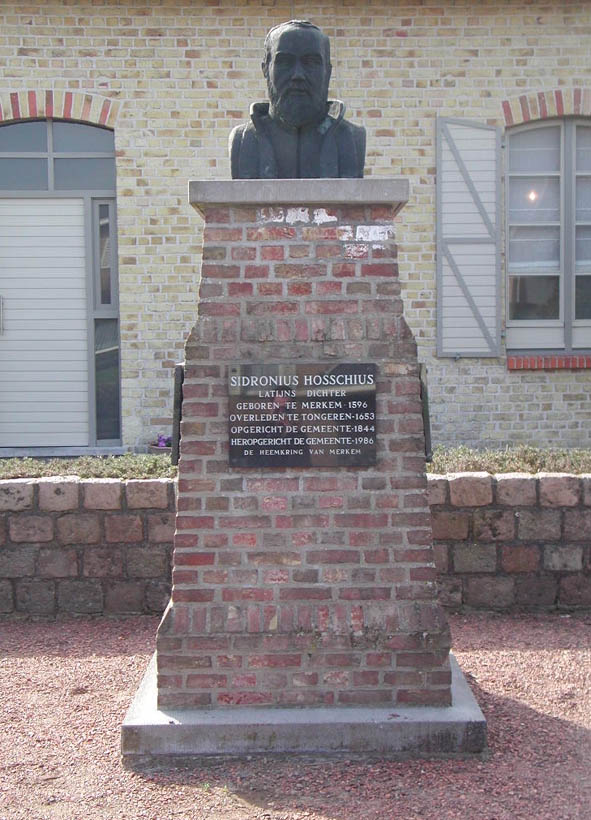
Het borstbeeld

Het borstbeeld van Sidronius Hosschius is een beeld dat zich bevindt in tot de West-Vlaamse gemeente Houthulst behorende plaats Merkem, en wel aan de Stationsstraat.

## Geschiedenis
De letterkundige en dichter Sidronius Hosschius werd in 1596 te Merkem geboren. In 1844 werd voor de kerk te Merkem een dorpspomp met borstbeeld van Hosschius ingehuldigd. Het beeld was vervaardigd door Pieter De Vigne. De pomp en het beeld werden tijdens de Eerste Wereldoorlog vernield. In 1917 schreven Vlaamse soldaten in rode verf de tekst: Hier ons bloed, wanneer ons recht op de basis van de pomp, als protest tegen de Franstalige cultuur in het leger. Het brokstuk van de pomp werd in 1933, als "Steen van Merkem" overgebracht naar de IJzertoren.
In 1986 werd opnieuw een borstbeeld geplaatst, nu op een bakstenen sokkel en op een andere plaats. Hierop zijn ook de teksten te lezen welke het oorspronkelijke beeld van 1844 sierden:
In de eeuw, wier glans nog op ons fonkert
waerin de geest van Rubens schiep
blonk groots uw naem die niet verdonkert:
gij wekte Nazo's lier, die sliep
en:
Beroemde dichter in wiens toonen
men 't oude Rome wedervindt
 't klein Merkem jubelt om uw kroonen
en zegt vol trots: hij is mijn kind